# Kalvholmen, Nagu
Kalvholmen är en ö nära Högsar i Nagu,  Finland. Den ligger i Skärgårdshavet i Pargas stad i den ekonomiska regionen  Åboland i landskapet Egentliga Finland, i den sydvästra delen av landet. Ön ligger omkring 2 kilometer norr om Högsar, 4 kilometer sydväst om Nagu kyrka, 39 kilometer sydväst om Åbo och omkring 170 kilometer väster om Helsingfors. Närmaste allmänna förbindelse är förbindelsebryggan vid Pärnäs som trafikeras av M/S Eivor och M/S Cheri.
Öns area är 4,6 hektar och dess största längd är 420 meter i öst-västlig riktning.